# یوزو کوبایاشی
یوزو کوبایاشی (انگلیسی: Yuzo Kobayashi؛ زادهٔ ۱۵ نوامبر ۱۹۸۵) بازیکن فوتبال اهل ژاپن است.
از باشگاه‌هایی که در آن بازی کرده‌است می‌توان به باشگاه فوتبال یوکوهاما مارینوس و باشگاه فوتبال کاشیوا ریسول اشاره کرد.
وی همچنین در تیم ملی فوتبال زیر ۲۰ سال ژاپن بازی کرده‌است.